# Arthur Herbert Church
Sir Arthur Herbert Church (* 2. Juni 1834 in London; † 31. Mai 1915 ebenda) war ein britischer Autor, Maler und Chemiker.

## Leben und Wirken
Church war der vierte Sohn des Solicitors John Thomas Church aus dessen Ehe mit Maria Susannah Booty. Nachdem er das King’s College London absolviert hatte, studierte am Royal College of Chemistry sowie von 1857 bis 1861 am Lincoln College in Oxford (M.A.), dann in London, wo er zum D.Sc. promoviert wurde. 1863 wurde er Professor am Royal Agricultural College in Cirencester und 1879 Professor für Chemie an der Royal Academy of Arts in London. 1914 wurde er emeritiert.
Church war eine führende Autorität in der Chemie der Farben und gab wertvolle Unterstützung bei der Konservierung der Gemälde in den Houses of Parliament. Er benannte das Mineral Woodwardit. Er veröffentlichte auch zum Beispiel über Porzellan und Josiah Wedgwood.
Church malte englische und schottische Landschaften, Architektur, Stillleben, Marinen und stellte zwischen 1854 und 1870 in der Royal Academy aus.
Seine 1879 geschlossene Ehe mit Jemima Pope blieb kinderlos.

## Ehrungen
Am 7. Juni 1888 wurde Church als Fellow in die Royal Society (FRS) gewählt. Er war Fellow der Chemical Society (FCS) und drei Jahre Präsident der Mineralogical Society.
1909 wurde er als Knight Commander des Royal Victorian Order (KCVO) geadelt.
Nach ihm ist das Mineral Churchit benannt.

## Schriften (Auswahl)
Bücher
- Conservation of historic buildings and Frescoes. In: Notices of the proceedings at the meetings of the members of the Royal Institution, with abstracts of the discourses. Band 18, 1909, S. 597–608 (Digitalisat).
- A new hydrated cupric-aluminum sulphate. In: The journal of the Chemical Society of London. Neue Folge, Band 4, London 1866, S. 130–135 (Digitalisat).
- A guide to the museum of Roman remains at Cirencester. Cirencester 1867.
  - 2. Auflage, Cirencester 1870.
  - 3. Auflage, Cirencester 1871.
  - 4. Auflage, Cirencester 1875.
  - 5. Auflage, Cirencester 1878.
  - 6. Auflage, Cirencester 1883.
  - 7. Auflage, Cirencester 1889.
  - 8. Auflage, Cirencester 1894.
  - 9. Auflage, Cirencester 1905.
- A manual of qualitative chemical analysis. John Van Voorst, London 1858 (Digitalisat) – mit Augustus Beauchamp Northcote (1831–1869).
- Colour. Cassell, Petter, and Galpin, London / Paris / New York [1870] (Digitalisat).
- The laboratory guide. A manual of practical chemistry for colleges and schools, specially arranged for agricultural students. John Van Voorst, London 1864 (Digitalisat).
  - 2. Auflage, John Van Voorst, London 1870.
  - 3. Auflage, John Van Voorst, London 1874 (Digitalisat).
  - 4. Auflage, John Van Voorst, London 1877 (Digitalisat).
  - 6. Auflage, Gurney and Jackson, London 1888 (Digitalisat).
  - 7. Auflage, Gurney and Jackson, London 1894 (Digitalisat).
  - 8. Auflage, London 1904.
- Food. Some account of its sources, constituents, and uses. Chapman and Hall, [London] 1876 (Digitalisat).
  - Chapman and Hall, London 1880 (Digitalisat).
  - Chapman and Hall, London 1900.
  - Chapman and Hall, London 1893 (Digitalisat).
  - Chapman and Hall, London 1903 (Digitalisat).
- Precious stones considered in their scietific and artistic relations. With a catalogue of the Townshend collection of gems in the South Kensington museum. Chapman and Hall, London 1883 (Digitalisat).
  - Chapman and Hall, London 1901 (Digitalisat).
  - Neue Auflage: Wyman & Sons, London 1905 (Digitalisat).
  - Wyman & Sons, London 1908.
  - London 1913.
  - London 1924 (Digitalisat).
- English earthenware. A handbook to the wares made in England during the seventeenth and eighteenth centuries as illustrated by specimens in the national collections. Chapman and Hall, London 1884 (Digitalisat).
  - Überarbeitete Ausgabe: Wyman and Sons, London 1904 (Digitalisat).
  - Neuausgabe: London 1911 (Digitalisat).
- English porcelain. A handbook to the china made in England during the eighteenth century as illustrated by specimens chiefly in the national collections. Chapman and Hall, London 1885 (Digitalisat).
  - Chapman and Hall, London 1894 (Digitalisat).
    - English porcelain made during the eighteenth century, illustrated by specimens in the national collections. Wyman & Sons, London 1904.
    - London 1911.
- Food-grains of India. Chapman and Hall, London 1886 (Digitalisat).
- The chemistry of paints and painting. Seeley & Co., London 1890 (Digitalisat).
  - 2. Auflage, Seeley & Co., London 1892 (Digitalisat).
  - 3. Auflage, Seeley and Co., London 1901 (Digitalisat).
  - 4. Auflage, Seeley, Service & Co., London 1915 (Digitalisat).
- Josiah Wedgwood, master-potter. London 1894 (Digitalisat).
  - Neue Ausgabe, London 1903 (Digitalisat).

Zeitschriftenbeiträge
- On the spheroidal state of bodies. In: The London, Edinburgh and Dublin philosophical magazine and journal of science. 4. Folge, Band 7, 1854, S. 275–278 (Digitalisat).
- On the Benzole series. Determination of boiling points. In: The London, Edinburgh and Dublin philosophical magazine and journal of science. 4. Folge, Band 9, 1855, S. 256–260 (Digitalisat).
- On the Benzole series. – Part II. Note on some derivatives of Xylole. In: The London, Edinburgh and Dublin philosophical magazine and journal of science. 4. Folge, Band 9, 1855, S. 453–456 (Digitalisat).
- On some new colouring matters. In: Proceedings of the Royal Society of London. Band 8, 1857, S. 48–49 (doi:10.1098/rspl.1856.0015, JSTOR:111282) – mit William Henry Perkin.
- On some hydrated cupric oxychlorides from Cornwall. In: The journal of the Chemical Society of London. Neue Folge, Band 3, London 1865, S. 77–83 (Digitalisat).
- On some hydrated cupric oxychlorides from Cornwall. In: The journal of the Chemical Society of London. Neue Folge, Band 3, London 1865, S. 83–88 (Digitalisat).
- Notes on a cornish mineral of the atacamite group. In: The journal of the Chemical Society of London. Neue Folge, Band 3, London 1865, S. 212–214 (Digitalisat).
- Notes on a ferric hydrate from Cornwall. In: The journal of the Chemical Society of London. Neue Folge, Band 3, London 1865, S. 214–215 (Digitalisat).
- Analyses of some bronzes found in Great Britain. In: The journal of the Chemical Society of London. Neue Folge, Band 3, London 1865, S. 215–217 (Digitalisat).
- Chemical researches on some new and rare Cornish minerals. In: The journal of the Chemical Society of London. Neue Folge, Band 3, London 1865, S. 259–268 (Digitalisat).
- A new hydrated cupric-aluminum sulphate. In: The journal of the Chemical Society of London. Neue Folge, Band 4, London 1866, S. 130–135 (Digitalisat).
- Conservation of historic buildings and Frescoes. In: Notices of the proceedings at the meetings of the members of the Royal Institution, with abstracts of the discourses. Band 18, 1909, S. 597–608 (Digitalisat).